# Papito
Papito es el título del décimo séptimo álbum del cantante español Miguel Bosé. Es un disco de duetos producido por Carlos Jean (que ya hizo las labores de coproducción con tres de los últimos trabajos de Fangoria junto al propio grupo) y Andrés Levin, que fue publicado el 20 de marzo de 2007 y del que posteriormente se editó una edición doble. El diseño gráfico corrió a cargo de David Delfín, quien también participó en el diseño del CD Velvetina.

## Antecedentes
La creación de este disco es debido a la celebración de 30 años que tiene en el mundo de la música el artista; desde el lanzamiento de su primer disco Linda en 1977; Papito incluye una selección de canciones de toda la trayectoria artística de Miguel Bosé, grabadas a dúo con artistas de fama internacional.
En el mes de junio de 2008, y debido al rápido y gran éxito de venta del álbum, este se reeditó de nuevo bajo una edición de lujo en la cual se incluyen un dúo de la canción «Hacer por hacer» grabado con la cantante norteamericana Gloria Gaynor y el guitarrista Nile Rodgers (productor del álbum Like a Virgin de Madonna) y un DVD con la gala que protagonizó en TVE en diciembre.
Para la promoción de este álbum, durante los años 2007 y 2008, el cantante se embarcó en una gira de conciertos; denominada Papitour la cual lo llevaron a visitar múltiples países de Europa y América.  Debido al éxito de la gira; se lanzó al mercado el álbum doble (CD y DVD) Papitour el cual se componía de la grabación de los temas interpretados en vivo y en directo del concierto realizado en la Plaza de Toros de Las Ventas en diciembre de 2007.
El mismo año que apareció este disco, el grupo Mojinos Escozíos tituló, paródicamente, Pa pito el mío a su nuevo disco.

## Lista de canciones

### Edición estándar
| Papito |                                                         |              |          |  |
| N.º    | Título                                                  | Escritor(es) | Duración |  |
| 1.     | «Morena mía» (con Julieta Venegas)                      |              | 3:45     |  |
| 2.     | «Si tú no vuelves» (con Shakira)                        |              | 5:13     |  |
| 3.     | «Bambú» (con Ricky Martin)                              |              | 4:58     |  |
| 4.     | «Nada particular» (con Juanes)                          |              | 6:21     |  |
| 5.     | «Amante bandido» (con Alaska)                           |              | 4:33     |  |
| 6.     | «Sevilla» (con Amaia Montero)                           |              | 5:40     |  |
| 7.     | «Nena» (con Paulina Rubio)                              |              | 4:18     |  |
| 8.     | «Te amaré» (con Laura Pausini)                          |              | 5:15     |  |
| 9.     | «Los chicos no lloran» (con David Summers)              |              | 3:15     |  |
| 10.    | «Como un lobo» (con Bimba Bosé)                         |              | 3:32     |  |
| 11.    | «Olvídame tú» (con Ivete Sangalo)                       |              | 4:45     |  |
| 12.    | «Este mundo va» (con Leonor Watling)                    |              | 4:50     |  |
| 13.    | «No encuentro un momento pa' olvidar» (con Sasha Sökol) |              | 5:21     |  |
| 14.    | «Hay días» (con Alejandro Sanz)                         |              | 3:34     |  |
| 15.    | «Lo que hay es lo que ves» (con Michael Stipe)          |              | 6:32     |  |
| 62:00  |                                                         |              |          |  |

### Edición deluxe
| Papito CD1 |                                                             |              |          |  |
| N.º        | Título                                                      | Escritor(es) | Duración |  |
| 1.         | «Hacer por hacer» (con Gloria Gaynor (en edición especial)) |              | 3:37     |  |
| 2.         | «Morenamía» (con Julieta Venegas)                           |              | 3:45     |  |
| 3.         | «Si tú no vuelves» (con Shakira)                            |              | 5:13     |  |
| 4.         | «Bambú» (con Ricky Martin)                                  |              | 4:58     |  |
| 5.         | «Nada particular» (con Juanes)                              |              | 6:21     |  |
| 6.         | «Amante bandido» (con Alaska)                               |              | 4:33     |  |
| 7.         | «Sevilla» (con Amaia Montero)                               |              | 5:40     |  |
| 8.         | «Nena» (con Paulina Rubio)                                  |              | 4:18     |  |
| 9.         | «Te amaré» (con Laura Pausini)                              |              | 5:15     |  |
| 10.        | «Los chicos no lloran» (con David Summers)                  |              | 3:15     |  |
| 11.        | «Como un lobo» (con Bimba Bosé)                             |              | 3:32     |  |
| 12.        | «Olvídame tú» (con Ivete Sangalo)                           |              | 4:45     |  |
| 13.        | «Este mundo va» (con Leonor Watling)                        |              | 4:50     |  |
| 14.        | «No encuentro un momento pa' olvidar» (con Sasha Sökol)     |              | 5:21     |  |
| 15.        | «Hay días» (con Alejandro Sanz)                             |              | 3:34     |  |
| 16.        | «Lo que hay es lo que ves» (con Michael Stipe)              |              | 6:32     |  |
| 62:00      |                                                             |              |          |  |

| Papito CD 2 |                                              |              |          |  |
| N.º         | Título                                       | Escritor(es) | Duración |  |
| 1.          | «Si puedo volverte a ver» (con Benny Ibarra) |              | 5:27     |  |
| 2.          | «Encadenados» (con Chavela Vargas)           |              | 3:16     |  |
| 3.          | «Agua y sal» (con Mina Mazzini)              |              | 4:41     |  |
| 4.          | «El sitio de mi recreo» (con Antonio Vega)   |              | 2:55     |  |
| 5.          | «La vida es bella» (con Noa)                 |              | 3:37     |  |
| 6.          | «El verano más triste» (con Carlos Berlanga) |              | 2:56     |  |
| 7.          | «Mía» (con Armando Manzanero)                |              | 4:31     |  |
| 8.          | «Habana» (con Alejandro Fernández)           |              | 5:54     |  |
| 9.          | «Corazones» (con Ana Torroja)                |              | 3:51     |  |
| 10.         | «Hojas secas» (con Mikel Erentxun)           |              | 3:59     |  |
| 11.         | «Manos vacías» (con Rafa Sánchez-La Unión)   |              | 4:43     |  |
| 12.         | «Cada día» (con Hotel Persona)               |              | 4:04     |  |
| 13.         | «Carla» (con David Ascanio)                  |              | 3:56     |  |
| 14.         | «Donde alcance el Sol» (con Pedro Andrea)    |              | 3:55     |  |
| 15.         | «Si todos fuesen iguales a ti» (Rosa León)   |              | 3:49     |  |
| 61:31       |                                              |              |          |  |

## Créditos de realización
- Voz: Miguel Bosé
- Dirección de arte: Davidelfin, GrandeGraphix
- Diseño gráfico: GrandeGraphix
- Coros: Miguel Bosé (canciones: 1.01 to 1.07, 2.10 to 2.15)
- Productor ejecutivo: José Luis De La Peña
- Mezclas: Andy Bradfield
- Asistentes de mezclas: Carlos Hernández, Melisa Nanni
- Orquesta: Sinfónica De Madrid
- Músicos integrantes de orquesta: Aki Hamamoto, Alex Rosales, Arturo Guerrero, Dragos Balan, Eduardo Muñoz, Erik Ellegiers, Fernando Puig, Hanna Mª Ambros, Hector Escudero, Jan Koziol, Jan Poda, John Paul Friedhoff, Josep Gal, Manuel Ascanio, Margarita Sikoeva, Marianna Toth, Michele Prin, Mitchell Sven Andersson, Paolo Catalano, Rafael Khismatulin, Ricardo Kwiatkowski, Santiago Kuschevaztky, Sergio Vacas, Shoko Muraoka, Varghaollah Badiee, Victor Ardelean, Zograb Tatevossian, Zvetlana Arapu
- Músicos integrantes del Cuarteto de cuerdas Tosca: Ames Asbell, Leigh Mahoney, Sara Nelson, Tracy Seeger
- Músicos: Alejandro Pelayo, Álvaro Huertas, Andrés Levin*, Ben Perowsky, Carlos Jean, Dan Cubert, David Gamson, Fernando Ortí, GoodandEvil, Graham Preskett, Jaulien Ferrer, José Carlos Rico, Juanes, Julieta Venegas, Keith Robinson, Manuel Machado, Mikel Irazoki, Mª José Tavira, Nicholas Carrioza, Nicolás Sorín, Paul Reeves, Pawel Zarecki, Peregrín Caldes, Richard Harvey, Sandy McLelland, Segundo Mijares, Stephen Barber, Tony Widdofs, El Wafir Shaikheldin
- Grabación: Andrés Levin, Bori Alarcón, Carl Thiel, Carlos Álvarez, Carlos Hernández, Dan Dzula, Geoff Sanoff, GoodandEvil, Gustavo Celis, José Luis Crespo, Miguel Bustamante, Pepo Scherman, Phil Mezzetti, Robert A. Moses, Sandy McLelland
- Cuerdas: Cuarteto de cuerdas Tosca

## Certificaciones
| País           | Organismo certificador | Certificación | Ventas certificadas | Ref    |
| -------------- | ---------------------- | ------------- | ------------------- | ------ |
| Estados Unidos | RIAA                   | Platino       | 60 000              | [ 10 ] |
| México         | AMPROFON               | 4x Platino    | 400 000             | [ 11 ] |